# Ferdousí

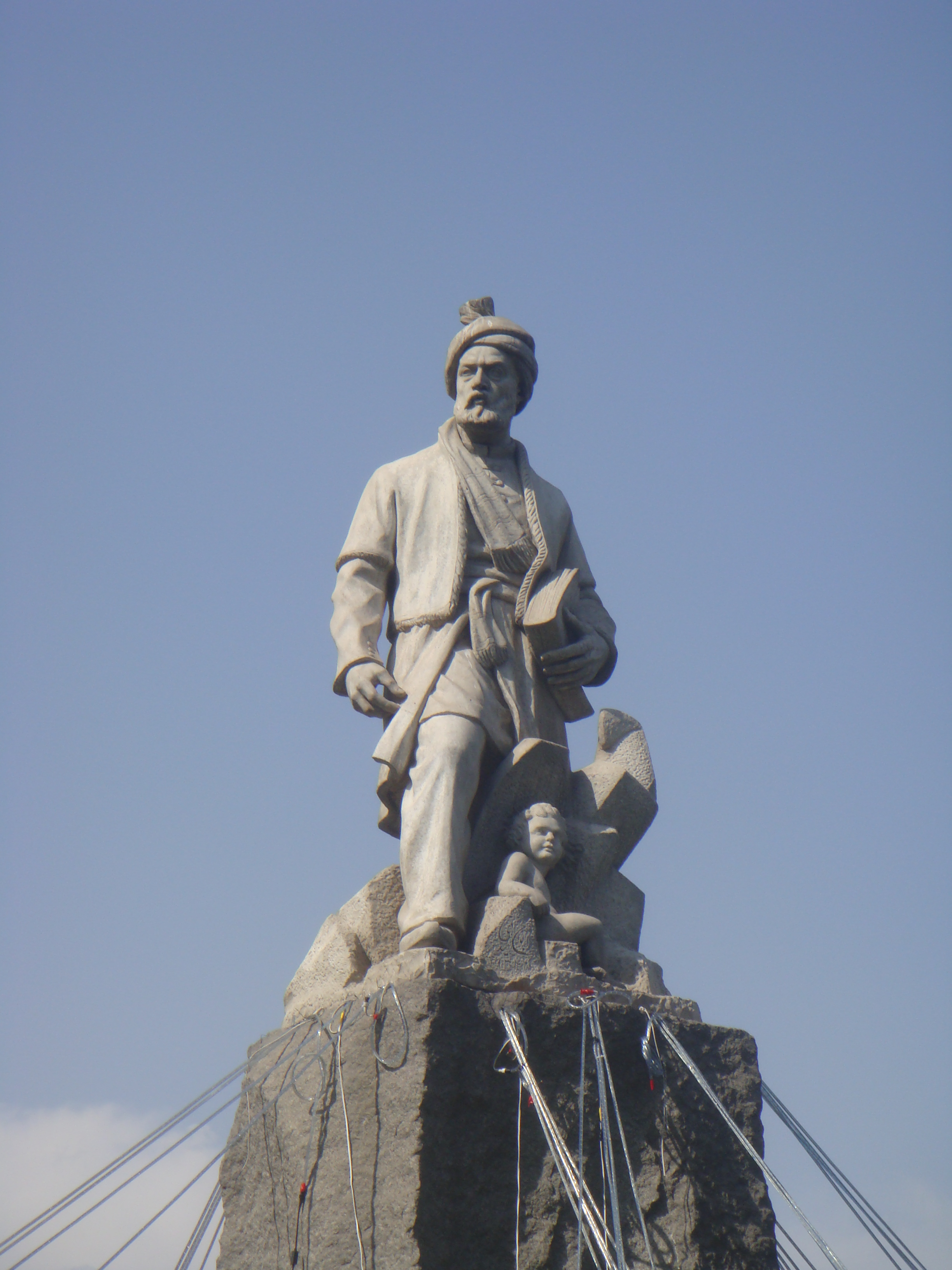
Estatua en la Plaza Ferdousí, Teherán

Hakim Abol-Qasem Ferdousí-e Tusí (en persa: حکیم ابوالقاسم فردوسی توسی‎), normalmente abreviado como Ferdowsi, Ferdousí o Firdawsi (Tus, 935-Mazandarán, 1020), es probablemente el poeta persa más reconocido. Es universalmente conocido por ser el autor del inmortal Shāhnāmé o Libro de los Reyes, epopeya nacional de Persia, hoy Irán, y la mayor epopeya jamás escrita por un solo autor. Es considerado el escritor más importante de la lengua persa y uno de los más célebres de la literatura universal. Se le ha dado el sobrenombre de «El Señor de la Palabra».
Surge como consecuencia del movimiento de búsqueda de independencia e identidad entre los persas. Al apoyar el idioma persa, los reyes samaníes prepararon una era brillante para el cultivo del idioma y el pensamiento persa, y Ferdowsi en el arte del habla está claramente en deuda con sus predecesores y con todos aquellos que llevaron el idioma persa a su apogeo en el tercer y cuarto siglos de la Hégira. En una visión general del conocimiento y aprendizaje de Ferdowsi, se puede decir que conocía el idioma árabe, pero no sobresalió en la prosa y la rima árabes. En el "Prefacio de Baysanqari", el nombre de Ferdowsi se asocia con "Hakim", que, según algunos, se refiere a Hekmat Khosravani. 
En el Shahnameh, Ferdousí ha vinculado la cultura de Persia antes del islam con la cultura de Persia después del Islam. Del Shahnameh parece que Ferdowsi es de antiguas religiones iraníes como Zarvani, Mehrprasti y Mazdisna. Efecto aceptado, aunque algunos investigadores consideran que la fuente de estos efectos son las fuentes del trabajo de Ferdowsi, al que fue muy leal. Además, debido a su origen campesino, estaba familiarizado con la antigua cultura y los rituales persas, y luego añadió al alcance de este conocimiento, de modo que este conocimiento formó la base de su cosmovisión poética. En lo que Ferdowsi prestó atención, además del aspecto poético, también fue académico; no escribió cuentos de hadas. Ferdousí considera la sabiduría como fuente y capital de toda bondad. Él cree que una persona con sabiduría reconoce el bien y el mal del otro y de esta manera alcanza la felicidad de este mundo y la salvación de ese mundo. Ferdowsi examinó meticulosamente sus fuentes, la mayoría de las cuales eran el Shahnameh de Abu Mansouri. Pudo seleccionar y recopilar materiales de entre las masas de conocimiento que tenía disponibles.

## Biografía

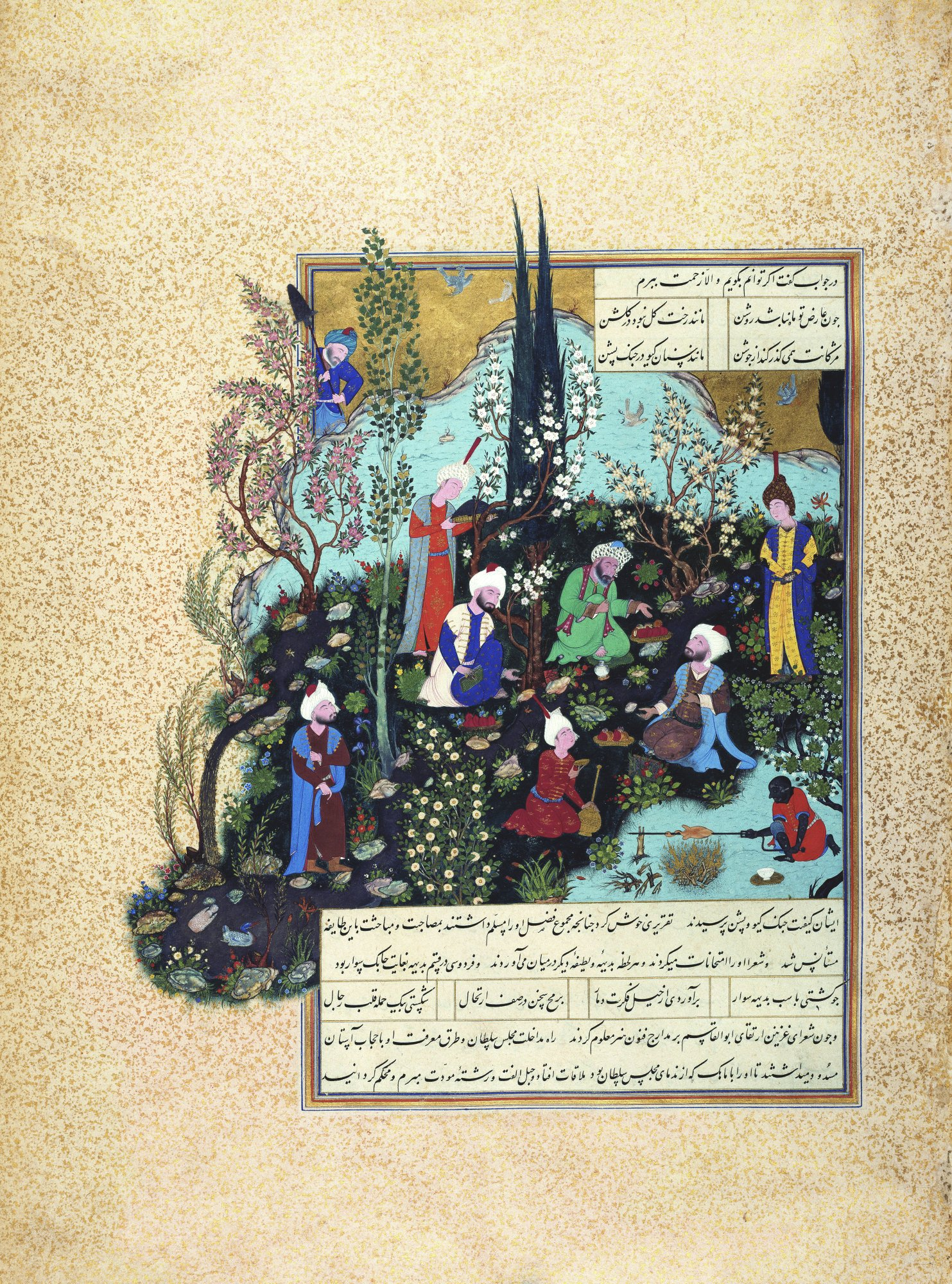
Ferdousí en Gazna.

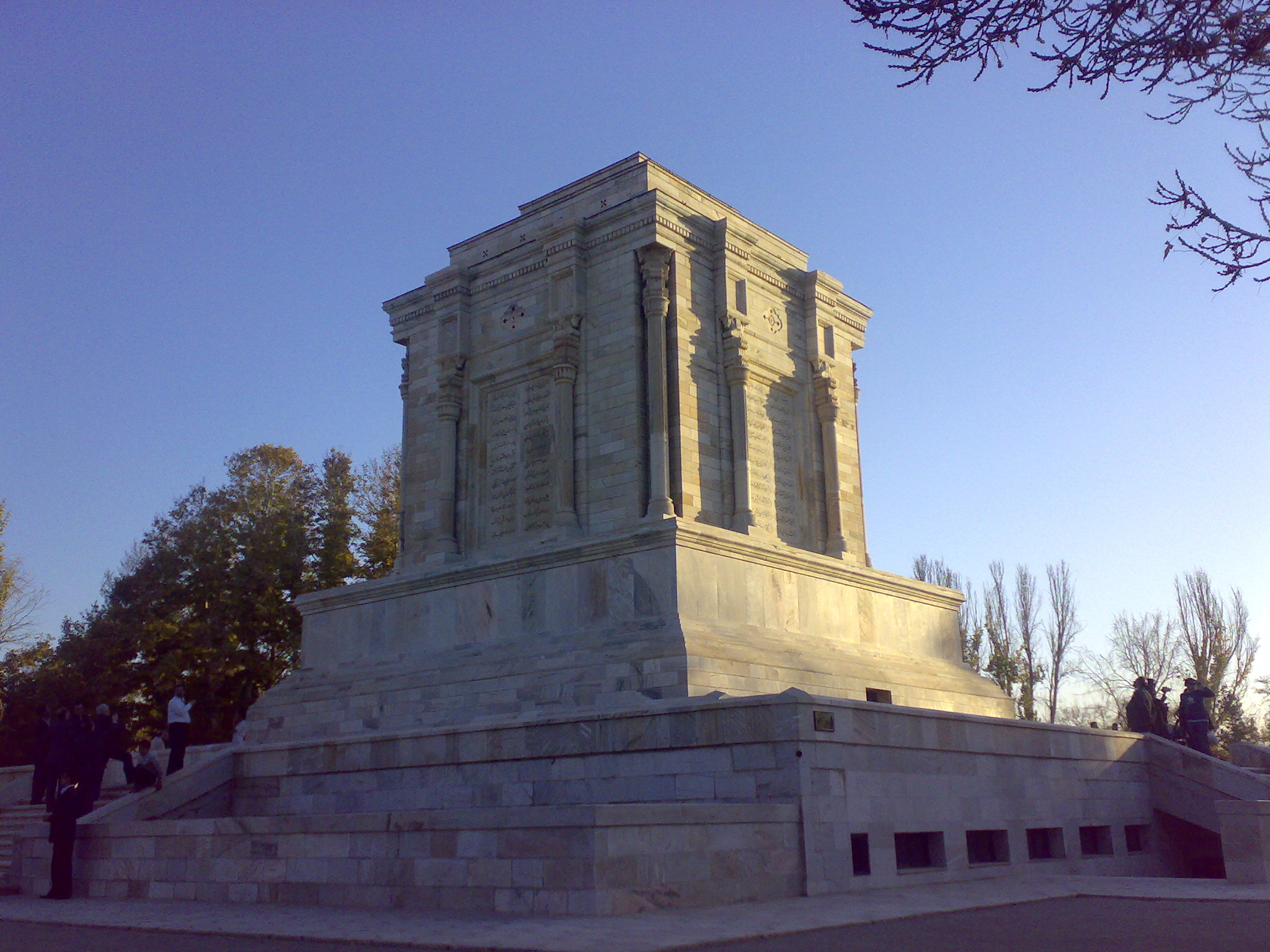
Tumba de Ferdousí en Tus, Jorasán.

### Familia
Ferdowsi nació en el seno de una familia de ricos nobles terratenientes iraníes (dehqans) en el año 940 en la aldea de Paj, cerca de la ciudad de Tus, en la región del Jorasán del Imperio Samaní, situada en la actual provincia de Razavi Jorasán del noreste de Irán.  Poco se sabe sobre los primeros años de la vida de Ferdowsi. Casi toda su vida permaneció en la región del Gran Jorasán, que abarcaba las tres provincias orientales del Irán actual, llegando por el norte a Samarcanda y Bujará (Uzbekistán actual), parte de Tayikistán y la parte oeste de Afganistán. Así pues, se movió en el interior de su extensa provincia viajando entre Balj, Gazni y los territorios situados al norte del río Oxus. El poeta tuvo una esposa, que probablemente sabía leer y escribir y procedía de la misma clase dehqan. Tuvo un hijo, que murió a los 37 años y al que el poeta lloró en una elegía que incluyó en el Shahnameh.

### Antecedentes
Ferdowsi pertenecía a la clase de los dehqans, aristócratas iraníes terratenientes que habían florecido bajo el Dinastía sasánida (la última dinastía preislámica que gobernó Irán) y cuyo poder, aunque disminuido, había sobrevivido en la era islámica que siguió a las conquistas islámicas del siglo VII. Los dehqan estaban vinculados al patrimonio literario preislámico, ya que su estatus estaba asociado a él (hasta el punto de que dehqan se utiliza a veces como sinónimo de iraní en el Shahnameh). Por ello, consideraron que su tarea era preservar las tradiciones culturales preislámicas, incluidos los relatos de reyes legendarios.
Las conquistas islámicas del siglo VII trajeron consigo cambios lingüísticos y culturales graduales en la meseta iraní. A finales del siglo IX, cuando el poder del califato se debilitó, surgieron varias dinastías locales en el Gran Irán. Ferdowsi creció en Tus, una ciudad bajo el control de una de estas dinastías, los samánidas, que afirmaban descender del general sasánida Bahram Chobin[cita requerida] (cuya historia relata Ferdowsi en una de las últimas secciones del Shahnameh). La burocracia samánida utilizaba el idioma nuevo persa, que se había utilizado para llevar el islam a las regiones orientales del mundo iraní y suplantó a las lenguas locales, y encargó traducciones de textos en pahlavi al nuevo persa. Abu Mansur Muhammad, dehqan y gobernador de Tus, había ordenado a su ministro Abu Mansur Mamari que invitara a varios eruditos locales a compilar un Shahnameh ("Libro de los reyes") en prosa, que se terminó en 1010.  Aunque ya no se conserva, Ferdowsi lo utilizó como una de las fuentes de su epopeya. Los gobernantes samánidas fueron mecenas de importantes poetas persas como Rudaki y Daqiqi, y Ferdowsi siguió los pasos de estos escritores.
Se carece de datos sobre la educación de Ferdowsi. A juzgar por el Shahnameh, no hay pruebas de que conociera ni el árabe ni el pahlavi.

### Vida como poeta
Es posible que Ferdowsi escribiera algunos poemas tempranos que no han sobrevivido. Comenzó a trabajar en el Shahnameh hacia 977, con la intención de que fuera una continuación de la obra de su compañero poeta Daqiqi, que había sido asesinado por su esclavo. Al igual que Daqiqi, Ferdowsi utilizó como fuente el Shahnameh en prosa de ʿAbd-al-Razzāq. Recibió el generoso patrocinio del príncipe samánida Mansur y completó la primera versión del Shahnameh en 994. Cuando los turcos gaznávidas derrocaron a los samánidas a finales de la década de 990, Ferdowsi continuó trabajando en el poema, reescribiendo secciones para alabar al gaznávida Sultán Mahmud. La actitud de Mahmud hacia Ferdowsi y lo bien que recompensó al poeta son cuestiones que han sido objeto de controversia durante mucho tiempo y han constituido la base de leyendas sobre el poeta y su mecenas (véase más adelante). Es posible que al turco Mahmud le interesaran menos los relatos de la historia iraní que a los samánidas. Las últimas secciones del Shahnameh tienen pasajes que revelan los estados de ánimo fluctuantes de Ferdowsi: en algunos se queja de la vejez, la pobreza, la enfermedad y la muerte de su hijo; en otros, parece más feliz. Ferdowsi terminó su epopeya el 8 de marzo de 1010. No se sabe prácticamente nada con certeza sobre la última década de su vida.{{sfn|Khaleghi-Motlag
Mantuvo la pureza de la lengua persa en la cual escribió sus obras y aunque se islamizó, no arabizó sus costumbres ni su lengua: los dehqans en particular guardaban más estrechamente que el pueblo las antiguas tradiciones orales, los mitos y leyendas persas antiguos. Ferdousí supo aprovechar esta circunstancia para elaborar su epopeya y elaborar un monumento literario con lo que vio que se estaba empezando a perder. Aprovechó el trabajo de los poetas épicos de la generación anterior, como el del bardo de la corte samaní y poeta zoroastriano Daqiqi, autor de una obra inacabada, y la prosiguió, de forma que esos mil versos más o menos quedaron incorporados a su gran epopeya Shāhnāmé, que cuenta con 60 000 y es la epopeya más larga de la literatura tras el Mahabharata.
El trabajo de recuperar todo el pasado, historia, mitos y leyendas de Irán en esta gigantesca epopeya le absorbió durante treinta años y tanto que descuidó sus quehaceres como terrateniente y se vio abocado a vender muchas de sus tierras. Cuando el Shahnamé estuvo terminado hacia 1010, la dinastía samánida había sido derrocada por la gaznavida, que nada tenía que ver ni en origen ni en lengua con la anterior. Los gaznavíes eran un pueblo túrquico de Asia Central y de habla y cultura túrquica, y, cuando Ferdousí apareció en la corte del gran sultán Mahmud de Gazni no fue bien recibido, ya que alababa a una dinastía que no era la suya y del pasado, algo políticamente incorrecto. El héroe del poema Rostam es persa, noble; el sultán era de origen humilde y no se podía identificar con él, con su linaje, con sus costumbres, con su lengua; además, los turanios (turcos de Asia Central) quedaban en mal lugar en la obra, y aunque el sultán le prometió a Ferdousí un dinar de oro por cada verso (60 000), al pagar le dio un dírham de plata por cada verso; ofendido el poeta, salió del palacio y según la leyenda dio todo el dinero a un vendedor ambulante. Para colmo el sultán era suní y Ferdousí chiita; el poeta dedicó al sultán versos burlescos sobre su origen humilde de hijo de cocinero de la corte samaní. Temeroso de que se enterara, huyó a Herat y unos meses después a Tus, y de allí a Mazandarán. En esta última provincia fue donde encontró a un mecenas en el rey local de la región, Shariyar, que sí era persa, aunque le pidió que destruyera sus versos satíricos contra el sultán. Se desconoce la fecha exacta de su muerte, que pudo acontecer entre 1020 y 1025.

### Tumba
.
Ferdowsi fue enterrado en su propio jardín, ya que el entierro en el cementerio de Tus había sido prohibido por un clérigo local. Un gobernador gaznávida de Jorasán construyó un mausoleo sobre la tumba, que se convirtió en un lugar venerado. La tumba, que había caído en decadencia, fue reconstruida entre 1928 y 1934 por la Sociedad para el Patrimonio Nacional de Irán por orden de Reza Shah, y ahora se ha convertido en el equivalente a un santuario nacional.

## Leyenda
Según la leyenda, el sultán Mahmud de Ghazni ofreció a Ferdousi una pieza de oro por cada dístico del Shahnameh que escribiera. El poeta aceptó recibir el dinero en un pago único cuando hubiera terminado la epopeya. Pensaba utilizarlo para reconstruir los diques de su Tus natal. Tras treinta años de trabajo, Ferdousi terminó su obra maestra. El sultán se dispuso a entregarle 60 000 piezas de oro, una por cada copla, según lo acordado. Sin embargo, el cortesano a quien Mahmud había confiado el dinero despreciaba a Ferdousi, considerándolo un hereje, y sustituyó las monedas de oro por plata. Ferdousi estaba en la casa de baños cuando recibió la recompensa. Al ver que era de plata y no de oro, regaló el dinero al encargado de los baños, a un vendedor de refrescos y al esclavo que había llevado las monedas. Cuando el cortesano informó al sultán del comportamiento de Ferdousi, éste se enfureció y amenazó con ejecutarlo. Ferdousi huyó a la provincia de Jorasán, tras escribir una sátira sobre Mahmud, y pasó la mayor parte del resto de su vida en el exilio. Mahmud acabó descubriendo la verdad sobre el engaño del cortesano y lo desterró o ejecutó. Para entonces, el anciano Ferdousi había regresado a Tus. El sultán le envió un nuevo regalo de 60 000 piezas de oro, pero justo cuando la caravana que llevaba el dinero entraba por las puertas de Tus, un cortejo fúnebre salía por el lado opuesto: el poeta había muerto de un ataque al corazón.

## Obras
El Shahnameh' de Ferdousi es la epopeya nacional más popular e influyente de Irán y otros países de habla persa. El Shahnameh es la única obra de Ferdowsi que se conserva y que se considera indiscutiblemente auténtica.
Es posible que escribiera poemas en épocas anteriores, pero ya no existen. En su día se le atribuyó un poema narrativo, Yūsof o Zolaykā (José y Zuleika), pero el consenso de los estudiosos rechaza ahora la idea de que sea suyo.
También se ha especulado sobre la sátira que Ferdousi supuestamente escribió sobre Mahmud de Ghazni después de que el sultán no le recompensara lo suficiente. Nezami Aruzi, uno de los primeros biógrafos de Ferdousi, afirmó que un benefactor que había pagado a Ferdousi mil dirhams por el poema había destruido todas las líneas menos seis. Las introducciones de algunos manuscritos del Shahnameh incluyen versículos que pretenden ser la sátira. Algunos eruditos los han considerado inventados; otros se inclinan más por creer en su autenticidad.

### Trabajos citados
- Dabashi, Hamid (2012). The World of Persian Literary Humanism. Harvard University Press. ISBN 978-0-674-06759-2.
- Dahlén, Ashk (2016), «Literary Interest in Zoroastrianism in Tenth-Century Iran: The Case of Daqiqi's Account of Goshtāsp and Zarathustra in the Shāhnāmeh»,  en Williams, Alan; Stewart, Sarah, eds., The Zoroastrian Flame: Exploring Religion, History and Tradition, I.B. Tauris, ISBN 9780857728869.
- Ferdowski, Abolqasem (2006). Shahnameh: The Persian Book of Kings. Penguin. ISBN 978-0-670-03485-7.
- Frye, Richard N. (1975a). The Golden Age of Persia. Weidenfeld.
- Kia, Mehrdad (2016). The Persian Empire: A Historical Encyclopedia [2 volumes]: A Historical Encyclopedia. ABC-CLIO. ISBN 9781610693912.
- Huart, Cl.; Massé, H. (1971). «Firdawsī».  En Lewis, B.; Ménage, V. L.; Pellat, Ch. et al., eds. The Encyclopaedia of Islam, New Edition, Volume III: H–Iram. Leiden: E. J. Brill. ISBN 90-04-08118-6.

- Khaleghi-Motlagh, Djalal. «Ferdowsī, Abu’l-Qāsem i. Life». Encyclopaedia Iranica 9.
- Rosenberg, Donna (1997). Folklore, Myths, and Legends: A World Perspective. McGraw Hill Professional. ISBN 978-0-8442-5780-8.
- Ghani, Cyrus (2000). Iran and the Rise of Reza Shah: From Qajar Collapse to Pahlavi Power. Bloomsbury Academic. ISBN 978-1-86064-629-4.